# Globba bracteolata
Globba bracteolata är en enhjärtbladig växtart som beskrevs av Nathaniel Wallich och John Gilbert Baker. Globba bracteolata ingår i släktet Globba och familjen Zingiberaceae. Inga underarter finns listade i Catalogue of Life.